# Monthermé
Monthermé je obec v departementu Ardensko v regionu Grand Est. Leží 85 km severovýchodně od Remeše na samém severu Champagne nedaleko belgických hranic. Řeka Semois zde ústí do Mázy. Obec má přibližně 2 200 obyvatel.